# Saint-Martin-du-Bec
Pour les articles homonymes, voir Saint-Martin.
Saint-Martin-du-Bec est une commune française située dans le département de la Seine-Maritime en région Normandie.

## Géographie

### Description
Village à côté de Turretot, près de Montivilliers, et proche d'Étretat.

### Communes limitrophes
| Saint-Jouin-Bruneval | Gonneville-la-Mallet | Turretot          |
| Mannevillette        | Saint-Martin-du-Bec  | Notre-Dame-du-Bec |
|                      | Rolleville           |                   |

### Hydrographie
La commune est située dans le bassin Seine-Normandie. Elle est drainée par la Lezarde,.
La Lézarde, d'une longueur de 14 km, prend sa source dans la commune  et se jette  dans le canal de Tancarville à Gonfreville-l'Orcher, après avoir traversé sept communes. 
Un plan d'eau complète le réseau hydrographique : le plan d'eau 1 de Saint Martin du Bec (1,36 ha),.

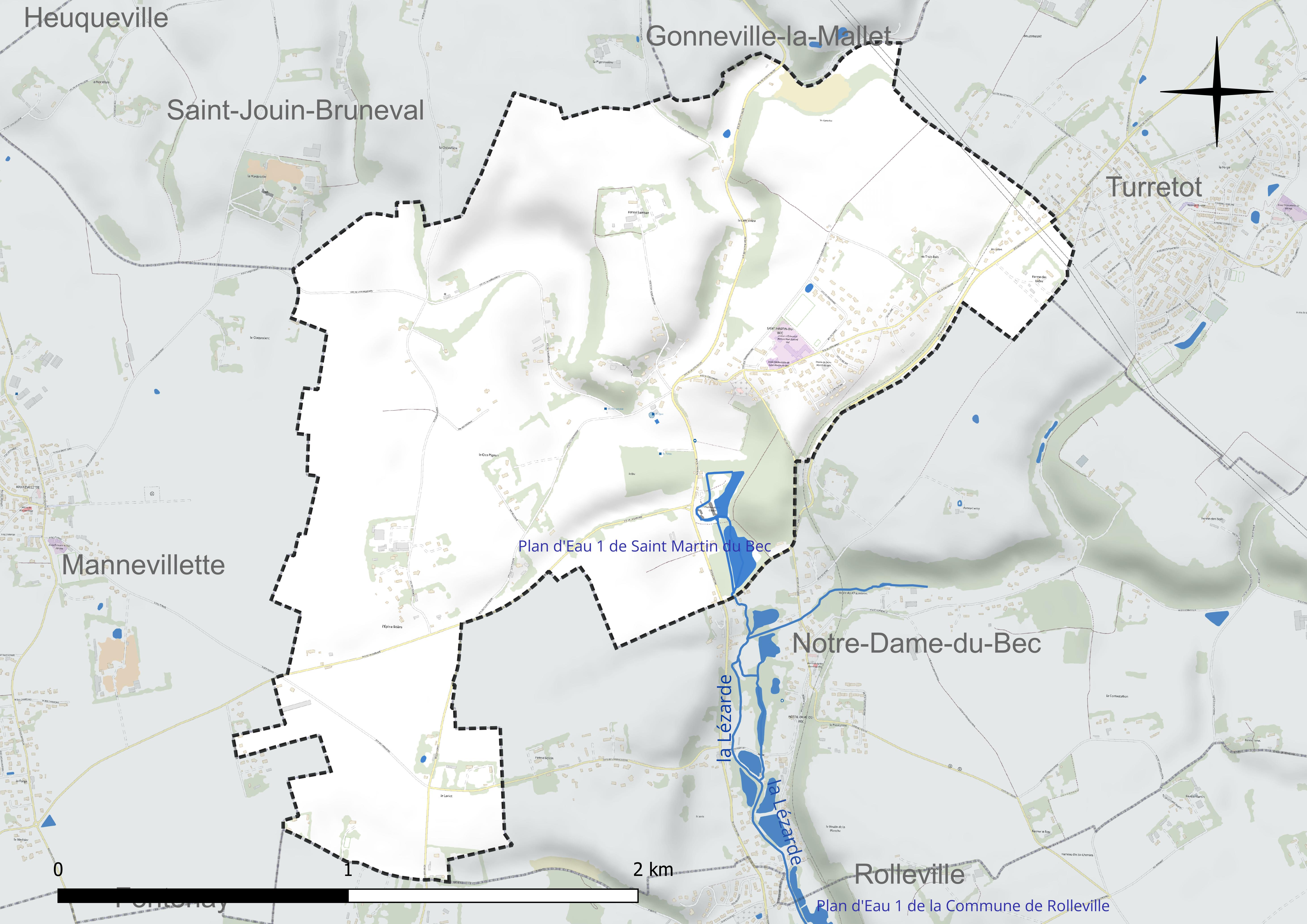
Réseau hydrographique de Saint-Martin-du-Bec.

### Climat
Pour des articles plus généraux, voir Climat de la Normandie et Climat de la Seine-Maritime.
En 2010, le climat de la commune est de type climat océanique franc, selon une étude du CNRS s'appuyant sur une série de données couvrant la période 1971-2000. En 2020, Météo-France publie une typologie des climats de la France métropolitaine dans laquelle la commune est exposée à un climat océanique et est dans la région climatique Côtes de la Manche orientale, caractérisée par un faible ensoleillement (1 550 h/an) ; forte humidité de l’air (plus de 20 h/jour avec humidité relative > 80 % en hiver), vents forts fréquents. Parallèlement le GIEC normand, un groupe régional d’experts sur le climat, différencie quant à lui, dans une étude de 2020, trois grands types de climats pour la région Normandie, nuancés à une échelle plus fine par les facteurs géographiques locaux. La commune est, selon ce zonage, exposée à un « climat maritime », correspondant au Pays de Caux, frais, humide et pluvieux, légèrement plus frais que dans le Cotentin.
Pour la période 1971-2000, la température annuelle moyenne est de 10,5 °C, avec une amplitude thermique annuelle de 13 °C. Le cumul annuel moyen de précipitations est de 945 mm, avec 13,2 jours de précipitations en janvier et 8,6 jours en juillet. Pour la période 1991-2020, la température moyenne annuelle observée sur la station météorologique la plus proche, située sur la commune de Octeville-sur-Mer à 8 km à vol d'oiseau, est de 11,5 °C et le cumul annuel moyen de précipitations est de 790,7 mm,. Pour l'avenir, les paramètres climatiques de la commune estimés pour 2050 selon différents scénarios d'émission de gaz à effet de serre sont consultables sur un site dédié publié par Météo-France en novembre 2022.

## Urbanisme

### Typologie
Au 1er janvier 2024, Saint-Martin-du-Bec est catégorisée bourg rural, selon la nouvelle grille communale de densité à sept niveaux définie par l'Insee en 2022.
Elle appartient à l'unité urbaine du Havre, une agglomération intra-départementale regroupant 18  communes, dont elle est une commune de la banlieue,,. Par ailleurs la commune fait partie de l'aire d'attraction du Havre, dont elle est une commune de la couronne,. Cette aire, qui regroupe 116 communes, est catégorisée dans les aires de 200 000 à moins de 700 000 habitants,.

### Occupation des sols
L'occupation des sols de la commune, telle qu'elle ressort de la base de données européenne d’occupation biophysique des sols Corine Land Cover (CLC), est marquée par l'importance des territoires agricoles (91,9 % en 2018), en diminution par rapport à 1990 (93,5 %). La répartition détaillée en 2018 est la suivante : 
terres arables (46,1 %), prairies (36,1 %), zones agricoles hétérogènes (9,8 %), zones urbanisées (8,1 %). L'évolution de l’occupation des sols de la commune et de ses infrastructures peut être observée sur les différentes représentations cartographiques du territoire : la carte de Cassini (XVIIIe siècle), la carte d'état-major (1820-1866) et les cartes ou photos aériennes de l'IGN pour la période actuelle (1950 à aujourd'hui).

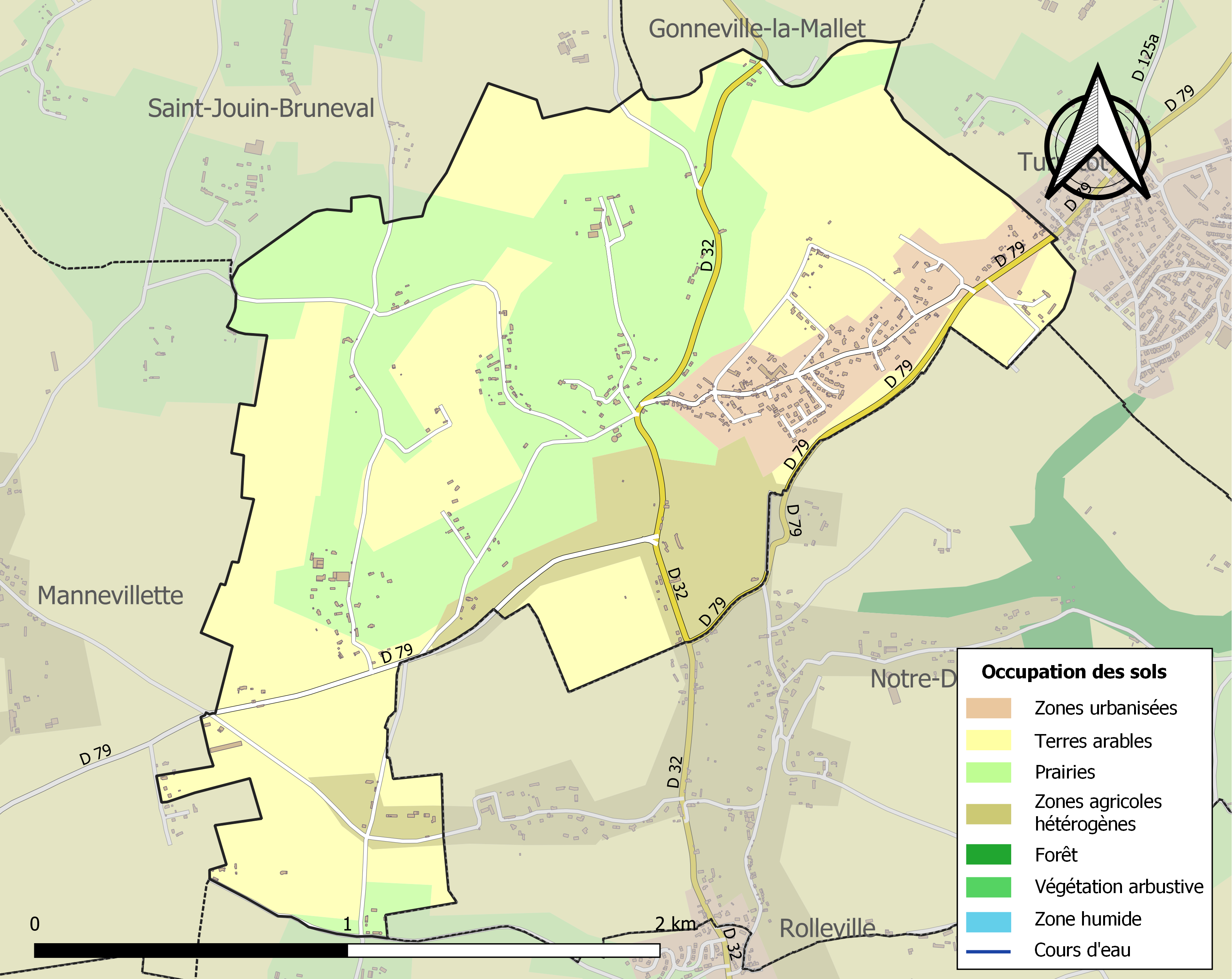
Carte des infrastructures et de l'occupation des sols de la commune en 2018 (CLC).

## Toponymie
Le nom de la localité est attesté sous les formes In parrochia Sancti Martini de Becco en 1222, Sanctus Martinus de Becco vers 1240, Saint Martin du Bec en 1319, Paroisse Saint Martin du Bec en 1713, Saint Martin en 1715, Saint Martin du Bec en 1757, Saint Martin du Bec Crespin en 1788, Saint Martin du Bec en 1953.
L'hagiotoponyme Saint-Martin désigne Martin de Tours (mort en 397).
L'appellatif toponymique Bec (ou -bec) est issu du vieux norrois bekkr « ruisseau » et se réfère sans doute à la Lézarde, cours d'eau qui prend justement sa source au lieu-dit le Bec sur le territoire de la commune.

## Histoire
En juin 1997, le jardin paysager de la commune a été nommé Richard Ier, Sans-Peur, duc de Normandie, dans le cadre du millénaire de sa mort et un monument en son honneur a été inauguré. Le monument a été réalisé par M. Vallet, sculpteur demeurant à Yvetot. Cette cérémonie a eu lieu dans le cadre d'une fête viking.

## Politique et administration
| Période                                  | Période                    | Identité         | Étiquette | Qualité |
| ---------------------------------------- | -------------------------- | ---------------- | --------- | ------- |
| Les données manquantes sont à compléter. |                            |                  |           |         |
| avant 1988                               | 2008                       | Gérard Tauvel    | DVD       |         |
| mars 2008                                | juillet 2020               | Philippe Jouenne |           |         |
| juillet 2020,                            | En cours (au 10 août 2020) | Nicolas Simon    |           |         |

## Population et société

### Démographie
L'évolution du nombre d'habitants est connue à travers les recensements de la population effectués dans la commune depuis 1793. Pour les communes de moins de 10 000 habitants, une enquête de recensement portant sur toute la population est réalisée tous les cinq ans, les populations de référence des années intermédiaires étant quant à elles estimées par interpolation ou extrapolation. Pour la commune, le premier recensement exhaustif entrant dans le cadre du nouveau dispositif a été réalisé en 2006.

En 2022, la commune comptait 650 habitants, en évolution de +7,44 % par rapport à 2016 (Seine-Maritime : +0,35 %, France hors Mayotte : +2,11 %).
| 1793 | 1800 | 1806 | 1821 | 1872 | 1876 | 1881 | 1886 | 1891 |
| ---- | ---- | ---- | ---- | ---- | ---- | ---- | ---- | ---- |
| 430  | 470  | 441  | 371  | 312  | 316  | 364  | 352  | 328  |

| 1896 | 1901 | 1906 | 1911 | 1921 | 1926 | 1931 | 1936 | 1946 |
| ---- | ---- | ---- | ---- | ---- | ---- | ---- | ---- | ---- |
| 370  | 371  | 365  | 324  | 363  | 394  | 393  | 393  | 408  |

| 1954 | 1962 | 1968 | 1975 | 1982 | 1990 | 1999 | 2006 | 2011 |
| ---- | ---- | ---- | ---- | ---- | ---- | ---- | ---- | ---- |
| 376  | 310  | 282  | 313  | 532  | 580  | 619  | 612  | 561  |

| 2016 | 2021 | 2022 | - | - | - | - | - | - |
| ---- | ---- | ---- | - | - | - | - | - | - |
| 605  | 643  | 650  | - | - | - | - | - | - |

### Sports
Le Sporting Club Saint-Martin-du-Bec
| Maillot domicile |

En 2007, un groupe de jeunes joueurs originaires de la commune fondent Le Sporting Club de Saint-Martin-du-Bec ou SCSMB, club de football amateur. Le club est présidé et entrainé par Guillaume Dhivert et Nicolas Simon. Les matchs et entraînements ont lieu au stade de l'Amitié qui possède 300 places assises. Les couleurs de l'équipe sont le noir et le blanc.
Pour sa première saison, le club termine 2e du championnat de 4e division du district maritime avec la meilleure attaque (129 buts en 26 matchs). Il accède ainsi à la 3e division pour la saison 2008-2009.
Au cours de sa deuxième saison, l'équipe domine le groupe A de la 3e division en remportant 18 matchs sur 20 et sans encaisser de défaites. Il devance son dauphin de 20 points et enregistre la meilleure attaque et la meilleure défense du championnat.
Bilan par saison du club
| Saison    | Division             | Clas. | Pts | MJ | V  | N | D | BP  | BC | DB  | Coupe de DMF |
| 2007-2008 | 4e Division-District | 2e    | 83  | 26 | 18 | 3 | 5 | 129 | 30 | +99 | Quart-Finale |
| 2008-2009 | 3e Division-District | 1er   | 76  | 20 | 18 | 2 | 0 | 100 | 17 | +83 | Quart-Finale |
| 2009-2010 | 2e Division-District | 4e    | 67  | 24 | 12 | 7 | 5 | -   | -  | -   | 3e tour      |

## Culture locale et patrimoine

### Lieux et monuments
- L'église.

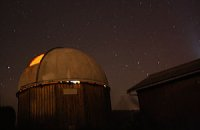
Coupole de l'observatoire de la Société Astronomique du Havre.

- Le château du Bec-Crespin (famille Crespin du Bec).
- Observatoire de la Société Astronomique du Havre

Dans les années 1970, un groupe de passionnés d'astronomie a construit un observatoire astronomique, constitué d'une coupole de 5 m de diamètre et d'un atelier. La route qui y conduit a été nommée route de l'Observatoire. L'observatoire géré par la Société Astronomique du Havre est ouvert au public tous les samedis après-midi, la plupart des nuits dégagées, et lors de manifestations comme les Nuits des étoiles.

### Personnalités liées à la commune
- Famille Crespin du Bec.
- Famille Romé

### Héraldique
| Armes de Saint-Martin-du-Bec | Les armes de la commune de Saint-Martin-du-Bec se blasonnent ainsi : D’azur au léopard d’or surmonté de deux croisettes du même, au chef losangé d'argent et de gueules. Le léopard d'or rappelle les armes de la Normandie. |

## Pour approfondir